# Kokomemedada
Kokomemedada är det fjärde och sista fullängdsalbumet från det svenska popbandet Komeda. Kokomemedada släpptes 2003 på Sonet Records och 2004 i USA på Minty Fresh.  Albumet är det första efter gitarristen Mattias Norlanders avhopp och innehåller tio spår (plus ett bonusspår på USA-utgåvan).
En av låtarna, "Blossom (Got to Get it Out)" är en nyinspelning av "B.L.O.S.S.O.M." från soundtracket till Powerpuff Girls.

## Låtlista
1. "N.O.N.S.E.N.S.E"
2. "Blossom (Got to Get It Out)"
3. "Victory Lane"
4. "Fade in Fade Out"
5. "Catcher"
6. "Elvira Madigan"
7. "Out from the Rain"
8. "Dead"
9. "Reproduce"
10. "Brother"
11. "Check It Out" (Bonus på USA-utgåvan)